# Pij
Pij ili Pije (arapski بعنخي‎), zvan i Pianki Nubijski, bio je prvi faraon 25. dinastije drevnog Egipta te kralj Kuša. Vladao je Egiptom od 747. godine pr. Kr. do 716. pr. Kr. prema Peteru Claytonu. 
Vladao je iz grada Napate u Nubiji. 

## Biografija
Pij je bio sin svoga prethodnika Kašte i kraljice Pebačme te brat princeze Amenirdis I. i princeze Neferukakašte.
Naslijedio je oca te je proširio svoju moć na Egipat. Faraon Tefnakt I. formirao je koaliciju između lokalnih kraljeva Delte Nila. Pij je poslao svoju vojsku da napadne Gornji Egipat te je posjetio egipatski grad Tebu. 
Svoja osvajanja Pij je vidio kao sveti rat te je prinio žrtvu bogu Amonu.
Postigao je pobjedu nad Memfisom i Hermopolom, kraljevima Iuputom II. i Osorkonom IV.
Nakon što se Pij vratio u Nubiju, lokalni su kraljevi nekih egipatskih gradova mogli vladati kako su željeli.
Pij je nakon smrti pokopan u piramidi K.17. na kraljevskom groblju.
Naslijedio ga je brat Šabaka.

## Vladavina
Pij je imao dva vladarska imena: Usimare i Sneferre.  
Veliki hram u Jebelu Barkalu prikazuje Pija kako slavi festival Sed.
Robert Draper je izjavio da je Pij vladao 35 godina, ali arheološki dokazi mu ne mogu dokazati vladavinu dužu od 31 godine.

## Obitelj
Pij je imao četiri supruge:
- Abar, najvjerojatnije njegova sestrična
- Tabiri, također možda njegova sestrična
- Kensa, njegova sestra
- Peksater, također njegova sestra

Ako su mu prve dvije supruge na ovom popisu doista bile sestrične, onda to znači da su sve Pijeve žene bile u srodstvu s njime. Doista, Pij je mogao preuzeti taj običaj od faraona.
Pijeva djeca:
- faraon Šebitku
- faraon Taharka
- svećenica Šepenupet II.
- Kalhata
- Tabekenamon
- Naparaje
- Takahatenamon
- Arti
- Har
- Kaliut
- Mutirdis?

Tij je bio djed princeze Amenirdis II.

## Vanjske poveznice
- Stela kralja Pija